# Rumi Ucugiová
Rumi Ucugiová (japonsky 宇津木 瑠美, * 5. prosince 1988 Kawasaki) je japonská fotbalistka.

## Reprezentační kariéra
Za japonskou reprezentaci v letech 2005 až 2019 odehrála 113 reprezentačních utkání. Byla členkou japonské reprezentace i na Mistrovství světa ve fotbale žen 2007, 2011, 2015, 2019 a Letních olympijských hrách 2008.

## Statistiky
| Japonsko | Japonsko | Japonsko |
| Roky     | Záp.     | Góly     |
| -------- | -------- | -------- |
| 2005     | 5        | 0        |
| 2006     | 2        | 0        |
| 2007     | 9        | 0        |
| 2008     | 10       | 4        |
| 2009     | 3        | 0        |
| 2010     | 9        | 1        |
| 2011     | 9        | 0        |
| 2012     | 7        | 0        |
| 2013     | 8        | 0        |
| 2014     | 12       | 0        |
| 2015     | 13       | 0        |
| 2016     | 3        | 0        |
| 2017     | 13       | 0        |
| 2018     | 8        | 1        |
| 2019     | 2        | 0        |
| Celkem   | 113      | 6        |

## Úspěchy

### Reprezentační
- Mistrovství světa:  2011;  2015
- Mistrovství Asie:  2014, 2018;  2008, 2010